# Аббес Гарсиа, Джонни
Джонни Аббес Гарсиа (исп. Johnny Abbes García; 1924, Санто-Доминго, Доминиканская республика — 30 мая 1967, Гаити) — глава Службы военной разведки (Servicio de Inteligencia Militar) во время диктатуры Рафаэля Трухильо в Доминиканской республике. Позднее он служил Франсуа Дювалье, диктатору Гаити.

## Возвышение
Джонни Аббес родился в 1924 году в Санто-Доминго, его отцом был американец, работавший бухгалтером, а мать — доминиканкой. В юности Джонни интересовался спортом, и одной из его первых работ была работа спортивным репортёром. В середине 1950-х годов он перебрался в Мексику, где служил в посольстве. Он начал собирать информацию о диссидентах-антитрухильистах, передавая эту информацию на родину. Аббес также изучил технические аспекты слежки и сбора разведывательной информации. В 1956 году он вернулся в Доминиканскую республику; после того, как сводный брат Трухильо Нене представил его диктатору, он становится заметен и его влияние растёт.

## Во главе Службы военной разведки
В 1958 году Джонни Аббес становится главой новосозданной Службы военной разведки (СВР) и отвечающим за организацию убийств противников режима Трухильо за рубежом. В СВР служили тысячи людей, организация контролировала вопросы иммиграции, паспортов, цензуры, агентурной работы, ведала надзором за иностранцами и зарубежными спецоперациями. СВР служила инструментом в двух попытках убийства венесуэльского президента Ромуло Бетанкура; первой была попытка впрыснуть ему яд на улицах Гаваны, позднее начинённый взрывчаткой Кадиллак взорвался в Каракасе, убив водителя и прохожего, Бетанкур же остался жив.
Уровень жестокости и садизма Аббеса стал легендарным. Бывший доминиканский президент и известный писатель Хоакин Балагер, бывший одним из ближайших помощников Трухильо, писал, что однажды он застал Аббеса в одном из залов Доминиканского президентского дворца, с увлечением читавшего о китайских методах пыток. Также утверждалось, что множество диссидентов, заключённых в тюрьмы СВР, пытал и убивал лично Аббес; излюбленным способ расправы был сброс ещё живых жертв на съедение акулам в воды Карибского моря.

## После смерти Трухильо
После убийства Трухильо в 1961 году Аббес быстро выследил его убийц, а также способствовал тому, чтобы сын убитого диктатора Рамфис Трухильо вернулся из Парижа в Доминиканскую республику, дабы занять место своего отца. Но вскоре «эра Трухильо» закончилась. Балагер назначил Аббеса консулом в Японию, удалив его тем самым из центра внимания. После этого Аббес появлялся в разных уголках Европы, пока вновь не оказался на Карибах, на этот раз обнаружив себя в республике Гаити. Здесь он служил в качестве советника по вопросам безопасности диктатора Франсуа Дювалье. Однако здесь он был вовлечён в заговор по свержению Дювалье. Дювалье в ответ отправил в его дом «эскадрон смерти», убивший его и его семью, после чего взорвавший и дом.
В беллетризированном историческом романе Праздник Козла, посвящённом режиму Трухильо, перуанский писатель Марио Варгас Льоса уделяет большое внимание личности Аббеса и методам его работы.